# 武鸣区
23°10′N 108°16′E / 23.167°N 108.267°E
武鸣区是中国广西壮族自治区南宁市的一个市辖区，也是南宁主城区的一个卫星城区，位于广西壮族自治区中南部、大明山以西，右江支流武鸣河流域。面积3378平方公里，區人民政府駐城厢镇兴武大道245号。

## 主要历史
- 北宋时为武缘县，属邕州。
- 清代為思恩府治。1912年设武鸣府，1913年置武鸣县。
- 1949年置武鸣专区，专员公署驻武鸣，管辖平治、果德、镇结、那马、隆山、都安、隆安、迁江、上林等10县。
- 1950年武鸣专区被撤销，武鸣等4县划归南宁专区，1958年，武鸣县与隆安县合并为武隆县，次年拆分。后又被划入南宁市。
- 2015年2月16日，国务院批准撤销武鸣县设立南宁市武鸣区[2]。
- 2016年5月27日，武鳴區正式掛牌成立。

## 地理位置
武鸣区位于广西壮族自治区中南部，城区境地跨北纬22°59′58″—23°33′16″、东经107°49′26″—108°37′22″，属于世界时间东7 时区，日落日出时间比北京标准时间迟约45 分钟。北回归线从城区境北部穿过，属亚热带季风气候区。城区东部和东南部与上林、宾阳、隆安3 个县区毗连；南部、西南部和西部依次与隆安县、平果县相毗邻；北部与马山县接壤。城区总面积3389 平方千米，占广西总面积的1.40%；城区境从东到西最大横距111 千米，从南到北最大纵距97 千米。

## 行政区划
武鸣区下辖13个镇：
城厢镇、太平镇、双桥镇、宁武镇、锣圩镇、仙湖镇、府城镇、陆斡镇、两江镇、罗波镇、灵马镇、甘圩镇、马头镇和南宁华侨投资区。

## 人口
根據第七次人口普查數據，截至2020年11月1日零時，武鳴區常住人口為683826人。
2019年末总人口72.7万人。

## 语言
该县所操语言主要为壮语，约60万人讲壮语；约4万人讲新民话（客家话的一种）和横塘话（平话的一种）等汉语方言(主要分布于灵马镇、陆斡镇、府城镇)，其余讲各种县境外来的方言。
老壮文是1953年前苏联语言专家应邀来到武鸣双桥镇以当地壮话为基础，以拉丁字母、音标符号、数字式符号和西里尔字母为载体创造的文字。新壮文为改革开放后完全以拉丁字母创造了另一套文字系统，沿用至今。另外，武鸣县城和府城镇只有不到1000人能说地道的“军话”，当地亦称“街上话”。它应该是明代驻军屯田制度（类似于当代的“生产建设兵团”）的军户的后代的语言。壮话把这种方言叫 vah gun （详情见陆天桥著 “广西‘军话’及‘军人’考”（载于《广西民族研究》2009.3 138-144），即“军话”，说这种话的人叫 bux gun，即“军人”，“说汉语”叫 gangj gun，即“讲军”（不包括普通话、南宁白话等。注：壮话中 gun‘军’和 guen‘官’是不一样的，前者为短元音 [u]，后者为长元音 [u:]）。这种语言与桂林话和柳州话以及各地的“桂柳话”不一样，它有5个调并保留了很多古入声韵尾，如 ngo tik ni liang gjok“我踢你两脚”，桂柳话一般是 ngo ti ni liang gjo。现在军话已变成一种濒危方言/语言。外来移民基本上说桂柳话，但它也有自己的一些特点。普通话是很多幼儿和青少年的社交和家庭用语，在很多公共场所也很流行。

## 文化
- “三月三”歌圩

## 地理
亚热带季风气候，年均温20.8℃，年均降水量1257.5毫米。

## 物产
- 水能蕴藏量3.5万千瓦。水质优良，含微量矿物质。
- 矿产有铜、锰、铁、锑、金、石灰石等30多种。

## 交通状况
- 公路：
  -  210国道、 358国道
  -  514省道
- 高速： 兰海高速、 梧硕高速

## 著名景区
- 伊岭岩
- 灵水
- 明秀园
- 文江塔
- 起凤山
- 大明山
- 罗波潭
- 马头古墓

## 名人
- 陆荣廷
- 卓君

## 相册
- 国家体育总局武鸣训练基地